# Sergey Mandreko
Sergey Vladimirovich Mandreko - em russo, Серге́й Владимирович Мандреко (Qurghonteppa, 1 de agosto de 1971 – 8 de março de 2022) foi um futebolista e treinador de futebol russo-tajique que atuava como meio-campista.

## Carreira
Iniciou a carreira em 1989, no Vakhsh Kurgan‑Tyube, atuando também no Pamir Dushanbe entre 1990 e 1992. Teve ainda passagem razoável por clubes da Áustria (Rapid Viena, Mattersburg e Parndorf) e da Alemanha (Hertha Berlim e Bochum), aposentando-se em 2005.

## Carreira internacional
Após defender a seleção sub-20 da União Soviética no Mundial Sub-20 de 1991 (na qual a URSS obteve a medalha de bronze), Mandreko defendeu ainda a Seleção da CEI em 4 partidas, mas não foi convocado para a Eurocopa de 1992, única competição disputada pela equipe. 
No mesmo ano, atuou em um jogo pela Seleção Tajique, que não teve sua inscrição permitida pela AFC para disputar as eliminatórias para a Copa da Ásia, e também não foi autorizado pela FIFA a disputar as eliminatórias da Copa de 1994, a qual Mandreko não foi convocado. 2 meses após a participação da Seleção Russa no torneio, o meio-campista disputou um amistoso contra a Áustria.

## Morte
Em 2017, descobriu que era portador de esclerose lateral amiotrófica, quando já enfrentava dificuldades para andar. Um evento de caridade promovido pelo LAC-Inter (onde trabalhava como técnico) e que contava com o apoio do Rapid Viena (onde atuara como jogador) foi realizado em abril para arrecadar fundos.
Após 5 anos lutando contra a doença, Mandreko faleceu em 8 de março de 2022.

## Títulos
Rapid Viena
- Campeonato Austríaco: 1 (1995–96)
- Copa da Áustria: 1 (1994–95)

## Links
- Sergey Mandreko em National-Football-Teams.com
- Mandreko at rusteam.permian.ru (em russo)
- Career, statistics and goals